# Chamaedorea pinnatifrons
Chamaedorea pinnatifrons är en enhjärtbladig växtart som först beskrevs av Nikolaus Joseph von Jacquin, och fick sitt nu gällande namn av Oerst.. Chamaedorea pinnatifrons ingår i släktet Chamaedorea och familjen Arecaceae. Inga underarter finns listade i Catalogue of Life.

## Bildgalleri

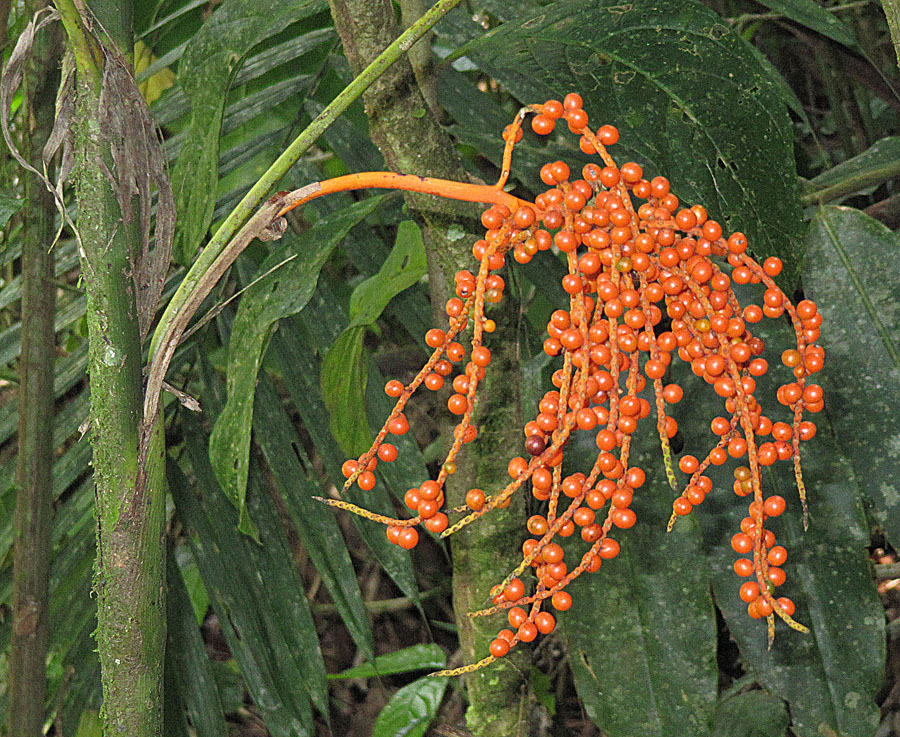
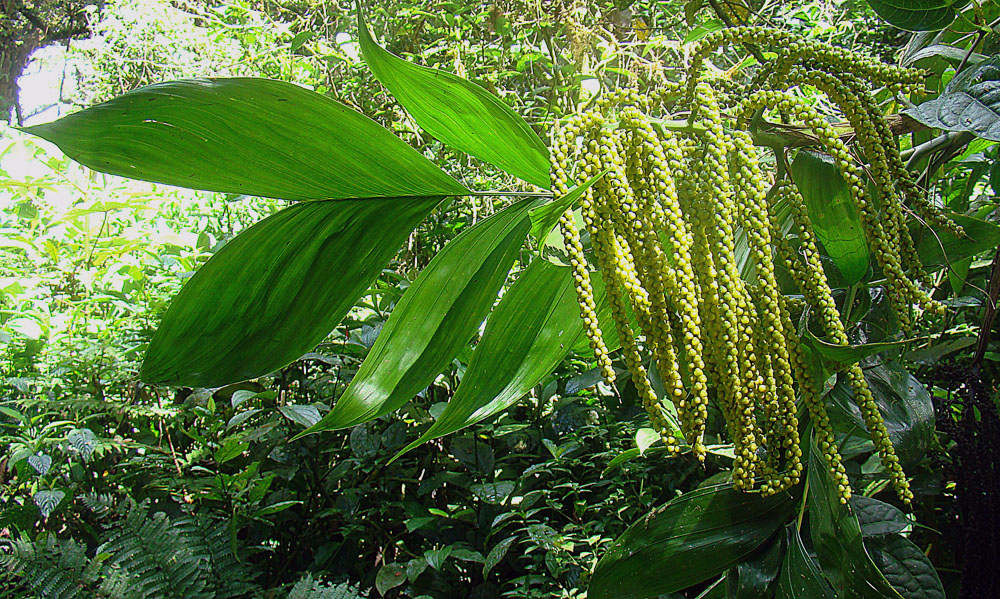